# Neltenexine
Neltenexine (tên thương mại Alveoten) là một thuốc tiêu nhầy.